# Samphanbok

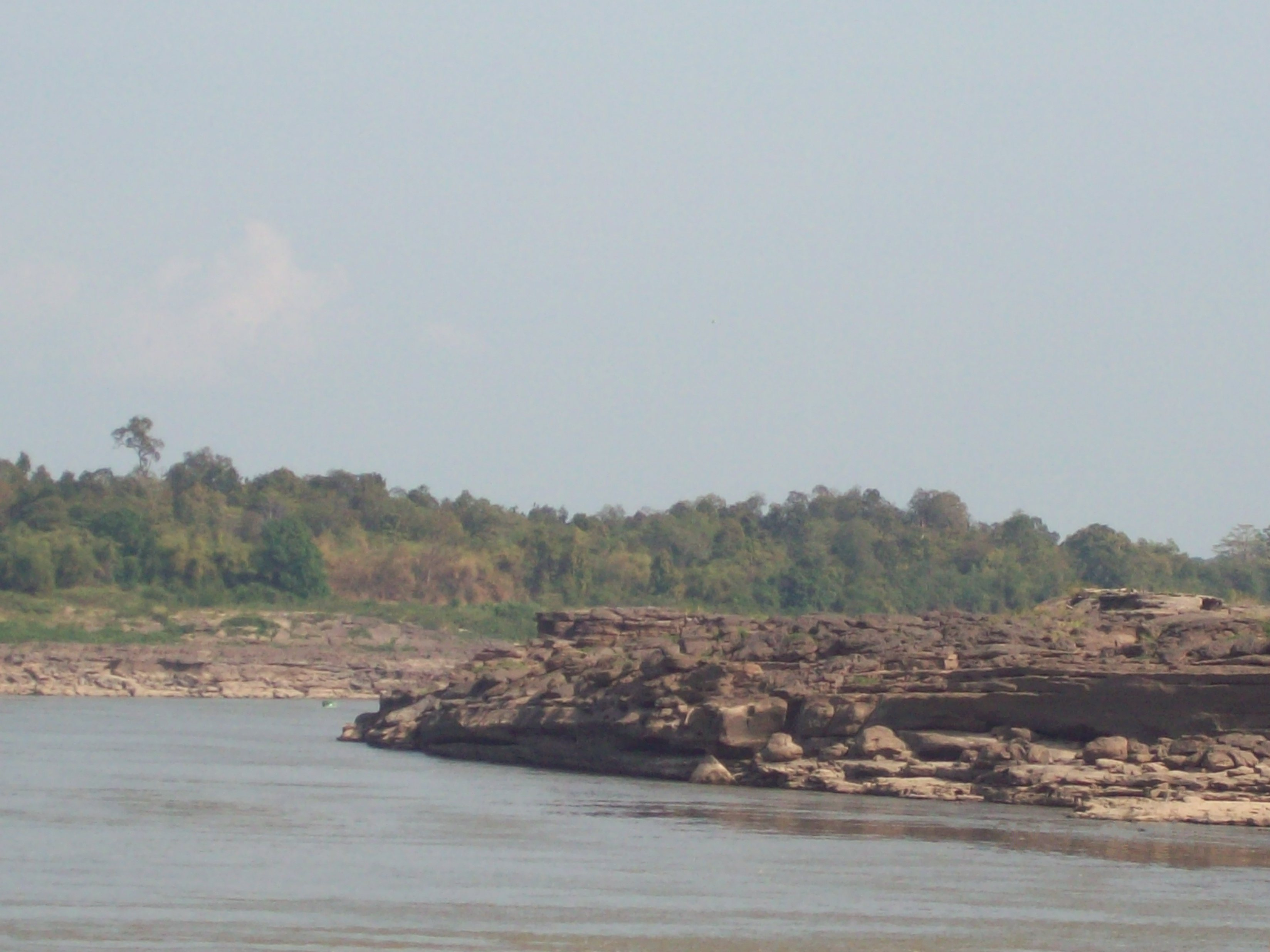
Samphanbok con el río Khong.

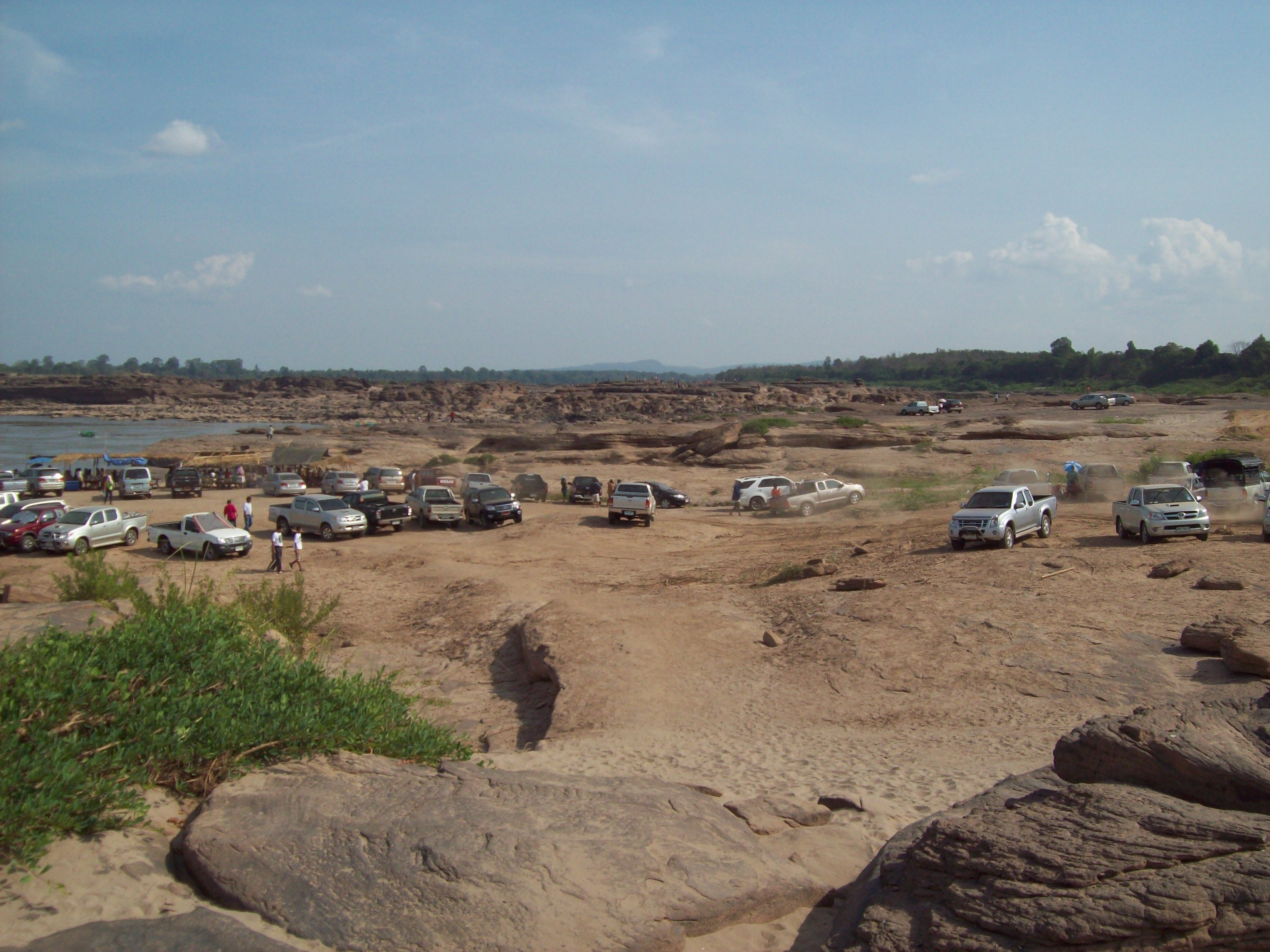
Samphanbok.

Samphanbok (en tailandés : สามพันโบก) está situado en Songkhon, Pho Sai, provincia de Ubon Ratchathani. Songkhon es una comunidad pacífica compacta en la orilla del Khong en el extremo este de Tailandia.
En este pueblo hay una zona donde el río Khong (en tailandés :แม่น้ำโขง) choca con el final de la montaña Phu Phan. La colisión de la poderosa fuerza natural con el paisaje de rocas sólidas ha creado un paisaje imponente que se degusta en el río Khong especialmente en la época de lluvias.
Destacan por su interés las formas de hoyo que son causadas por la arenilla. En esa zona hay pozos pequeños y grandes causados por la erosión del río. En Samphanbok hay muchos pozos en la temporada de verano (tres mil) y en la temporada de lluvias todo se hunde.